# إيان ليندو
إيان ليندو (بالإنجليزية: Ian Lindo)‏ هو لاعب كرة قدم بريطاني في مركز الوسط، ولد في 30 أبريل 1983 في جزر كايمان في المملكة المتحدة. شارك مع منتخب جزر كايمان لكرة القدم. أما مع النوادي، فقد لعب مع George Town SC ‏.

## وصلات خارجية
- إيان ليندو على موقع الاتحاد الدولي (مؤرشف)  (الإنجليزية)
- إيان ليندو على موقع قاعدة بيانات كرة القدم.إي يو (الإنجليزية)
- إيان ليندو على موقع ناشيونال فوتبول تيمز (الإنجليزية)
- إيان ليندو على موقع Soccerway.com (الإنجليزية)